# Micralestes
Micralestes es un  género de peces de la familia Alestidae y de la orden de los Characiformes.

## Especies
Actualmente hay 17 especies reconocidas en este género:
- Micralestes acutidens (W. K. H. Peters, 1852)
- Micralestes ambiguus (Géry, 1995)
- Micralestes argyrotaenia (Trewavas, 1936)
- Micralestes comoensis (Poll & Román, 1967)
- Micralestes congicus (Poll, 1967)
- Micralestes eburneensis (Daget, 1965)
- Micralestes elongatus (Daget, 1957)
- Micralestes fodori (Matthes, 1965)
- Micralestes holargyreus (Günther, 1873)
- Micralestes humilis (Boulenger, 1899)
- Micralestes lualabae (Poll, 1967)
- Micralestes occidentalis (Günther, 1899)
- Micralestes pabrensis (Román, 1966)
- Micralestes sardina (Poll, 1938)
- Micralestes schelly (Stiassny & Mamonekene, 2007)
- Micralestes stormsi (Boulenger, 1902)
- Micralestes vittatus (Boulenger, 1917)